# Mesochorus venustus
Mesochorus venustus là một loài tò vò trong họ Ichneumonidae.